# Hippocampus barbouri
Hippocampus barbouri är en fiskart som beskrevs av Jordan och Richardson 1908. Hippocampus barbouri ingår i släktet sjöhästar och familjen kantnålsfiskar. IUCN kategoriserar arten globalt som sårbar. Inga underarter finns listade i Catalogue of Life.